# Cumbernauld
Cumbernauld /ˌkʌmbərˈnɔːld/; em scots:  Cummernaud /ˌkʌmərˈnɔːd/; em gaélico escocês:  Comar nan Allt) é uma cidade de North Lanarkshire, na Escócia. É a 9.ª mais populosa da Escócia, apesar de ter sido designada como Nova Cidade apenas em 9 de Dezembro de 1955.
Cumbernauld está localizada no centro do Central Belt da Escócia. Geograficamente, está orientada para leste e oeste, e localizada no watershed escocês entre o Forth e o Clyde; no entanto, culturalmente, está mais próxima de Glasgow, e os planeadores da Nova Cidade de Cumbernauld pensaram em preencher 80% da suas casas a partir da maior cidade da Escócia para reduzir a pressão habitacional.
Antes de ser uma Nova Cidade, Cumbernauld foi influenciada pelos romanos. Actualmente, este facto é mais evidente em partes da cidade a norte da M80 onde os romanos construíram aquela que viria a ser designada por Auld Cley Road. Esta agora é assinado no Parque Comunitário de Cumbernauld sob a Torre de Água de Carrickstone Torre de Água, ao lado daquele que é o único altar romano visível da Escócia. Durante muitos anos, Cumbernauld foi sendo habitada em torno do que é agora chamado de Aldeia de Cumbernauld com o castelo medieval a uma curta distância, rodeado pelos seus próprios terrenos. O castelo foi recebeu frequentemente elementos da realeza, e os terrenos em redor eram famosos pelo seu gado branco que era caçado na floresta de carvalhos.
A cidade começou a expandir-se pois a sua indústria de tecelagem era complementada pela indústria mineira e exploração de pedreiras, e porque viajar pela Escócia tornou-se mais fácil devido ao canal Forth e Clyde e aos caminhos-de-ferro que estavam a ser construídos. A Estação Ferroviária de Cumbernauld, embora a certa distância da aldeia, melhorou as comunicações com a Glasgow, Falkirk e Stirling. A Cidade Nova passou por uma rápida expansão e construção durante cerca de quarenta anos, até se estabelecer como a maior cidade em North Lanarkshire. De acordo com o censo de 2011, a população de Cumbernauld era de cerca de 52 270. A economia de Cumbernauld é composta por uma mistura de algumas indústrias, como parques industriais, bem como as indústrias de serviços no centro da cidade e em locais próximos da M80.